# Lobengula
Lobengula Khumalo (v. 1845 - v. janvier 1894) est le roi des Ndébélé de 1870 à 1894.

## Biographie

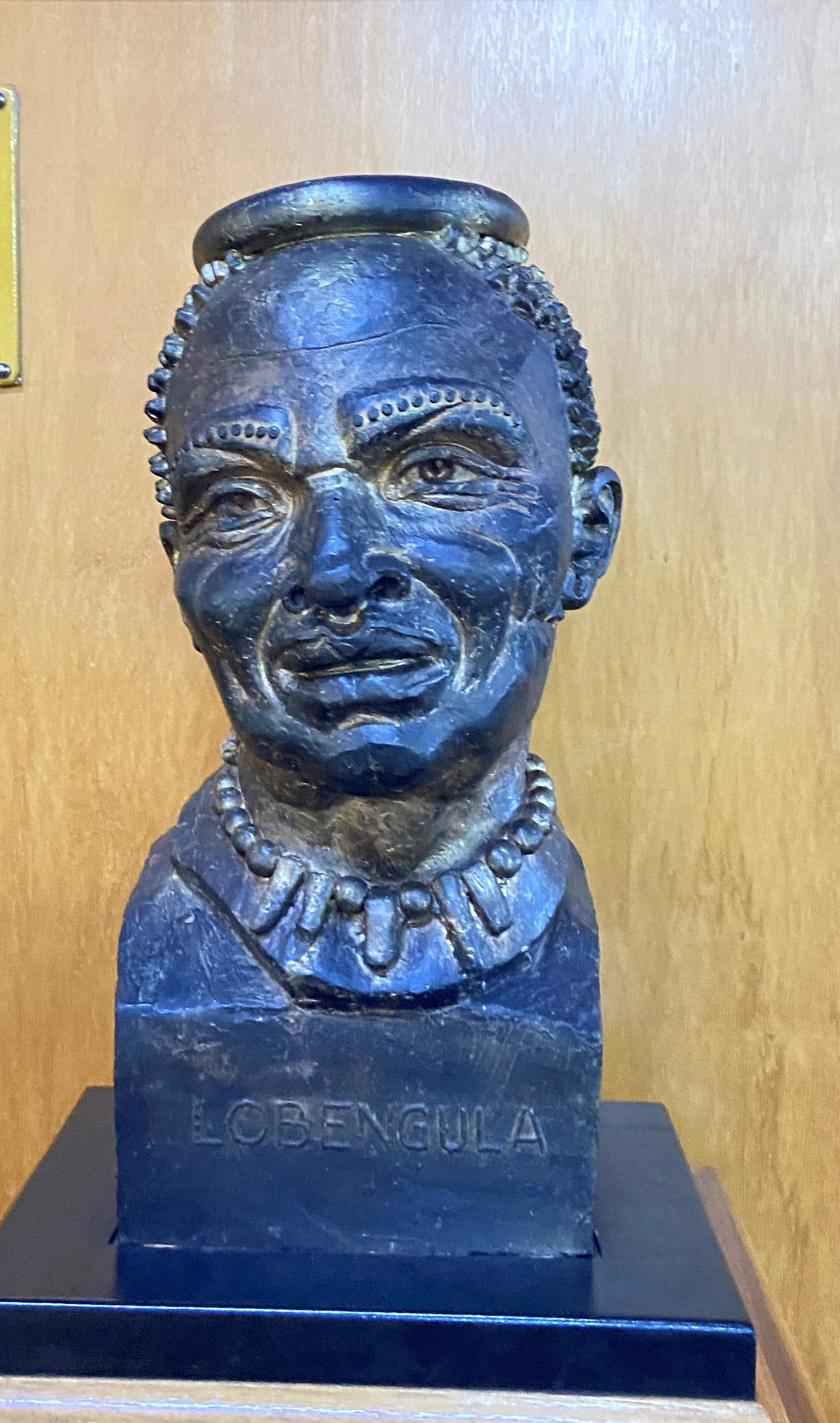
Bronze représentant le Roi Lobengula, Muséum d'histoire naturelle, Bulawayo.

Fils cadet du roi Mzilikazi, il règne sur le Mthwakazi ou Matabeleland, dont le territoire correspond à la province de même nom de l'actuel Zimbabwe. En 1888, il signe la concession Rudd, qui accordait des droits miniers exclusifs à l'homme d'affaires sud-africain Cecil Rhodes. Malgré ses tentatives ultérieures pour désavouer le traité, l'accord servit de base à l'octroi d'une charte royale à la British South Africa Company de Rhodes en octobre 1889 et au début de la colonisation blanche du territoire, qui devint la Rhodésie en 1895.
Il meurt lors de la Première Guerre ndébélé, qui débute en octobre 1893, alors qu'il se repliait devant les forces de la BSAC qui prenaient Bulawayo sa capitale. Il décède dans des conditions qui sont mal connues, probablement début 1894, de la variole,,.